# IAero Airways

Ehemaliges Logo der Swift Air

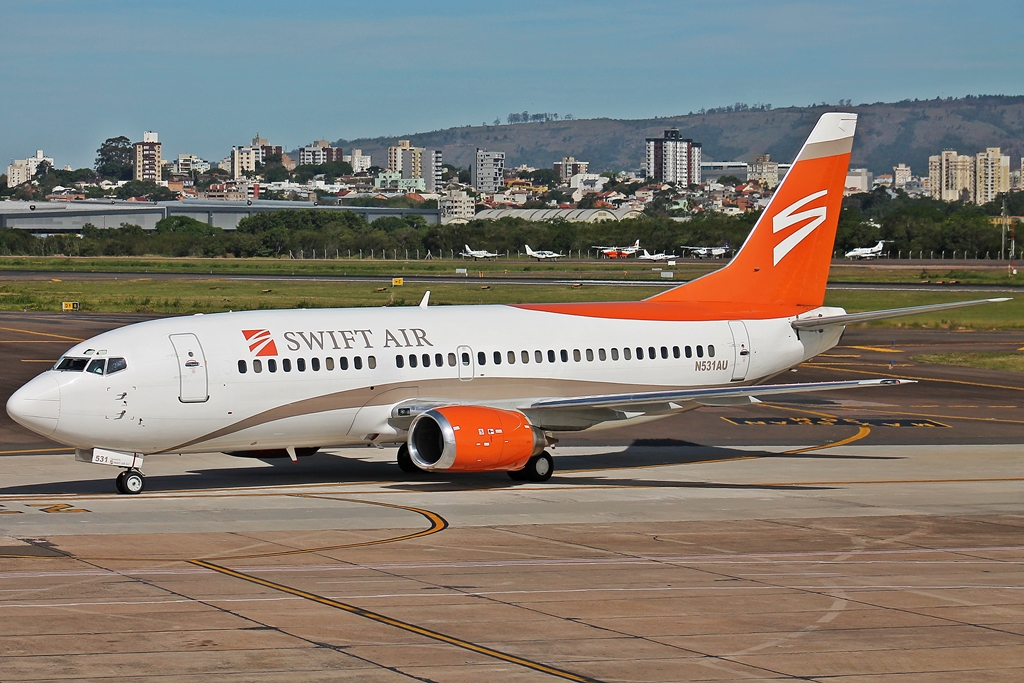
Boeing 737-300 der Swift Air in alter Bemalung

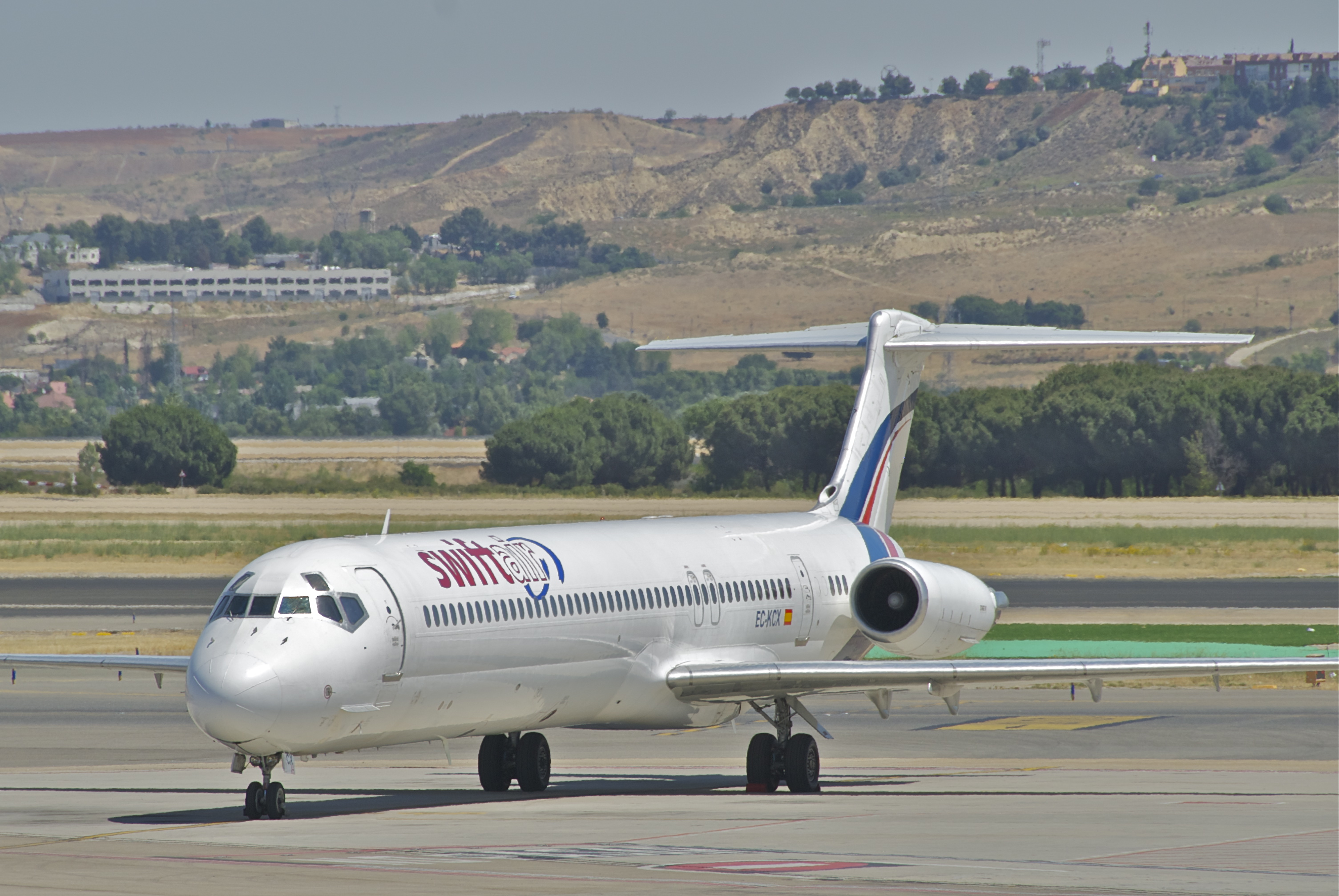
Ehemalige MD-83 der Swift Air

iAero Airways, ehemals Swift Air, war eine amerikanische Charterfluggesellschaft mit Sitz in Greensboro. Sie flog vorrangig für DHL und die National Hockey League (NHL).

## Geschichte
Swift Air wurde 1997 gegründet. Für den brasilianischen Flugzeugbauer Embraer war die Fluggesellschaft Erstkunde der Embraer Legacy 600. Am 16. Juni 2017 wurde die Fusion mit der 2011 gegründeten Eastern Air Lines bekannt gegeben.
Im Dezember 2018 wurde sie von der iAero Group, einem Wartungsunternehmen für Geschäftsflugzeuge, übernommen. Im Zuge dessen wurde sie 2019 in iAero Airways umbenannt.
Das Unternehmen spielte eine entscheidende Rolle bei der dritten Wiederbelebung der Marke Eastern Air Lines. Es besitzt das geistige Eigentum der berühmten Eastern Air Lines, die 1991 aufgelöst wurde; Swift kaufte die zweite Iteration des Unternehmens nach der Insolvenz im Jahr 2017. Als Dynamic Airways, zu der ein Teil des Miteigentümers von Swift Air gehört, 2018 aus der Insolvenz hervorging, erwarb das Unternehmen von Swift eine Lizenz zur Nutzung des geistigen Eigentums von Eastern sich als Eastern Airlines zu vermarkten und gleichzeitig mit dem Dynamic Air Operator’s Certificate zu operieren.
Am 20. September 2023 beantragte die Fluggesellschaft Insolvenz nach Chapter 11. Am 15. März 2024 wurde bekannt gegeben, dass Eastern Airlines ein Gebot in Höhe von 71 Millionen Dollar abgegeben hatte, um die Vermögenswerte der Fluggesellschaft aus dem Konkurs zu erwerben. iAero Airways kündigte jedoch an, den Betrieb am 6. April 2024 einzustellen, nachdem die Umstrukturierungsbemühungen während des Konkursverfahrens erfolglos geblieben waren.

## Flotte

### Flotte bei Betriebseinstellung
Bei Betriebseinstellung im April 2024 bestand die Flotte der iAero Airways aus 15 Flugzeugen mit einem Durchschnittsalter von 28,2 Jahren:
| Flugzeugtyp        | Anzahl | bestellt | Anmerkungen                                   | Sitzplätze (First/Business/Eco) | Durchschnittsalter |
| ------------------ | ------ | -------- | --------------------------------------------- | ------------------------------- | ------------------ |
| Boeing 737-300     | 04     |          | drei mit Winglets ausgestattet                | 148 (—/—/148);                  | 30,0 Jahre         |
| Boeing 737-400     | 06     |          |                                               | 150 (—/12/138) 68 (—/68/—);     | 31,6 Jahre         |
| Boeing 737-800     | 03     |          | eine inaktiv; zwei betrieben durch Smartwings | 189 (—/—/189)                   | 22,5 Jahre         |
| Boeing 737-800BDSF | 02     |          | betrieben für DHL                             | Cargo                           | 22,5 Jahre         |
| Gesamt             | 15     | –        |                                               |                                 | 28,2 Jahre         |

### Zuvor eingesetzte Flugzeugtypen
- Boeing 737-300BDSF
- Boeing 737-400SF
- Boeing 767-300ER